# Tiếng Hy Lạp Pontos
Tiếng Hy Lạp Pontos (tiếng Hy Lạp: Ποντιακή διάλεκτος, Pontiakí diálektos; tiếng Hy Lạp Pontos: Ποντιακόν λαλίαν, Pontiakón lalían hay Ρωμαίικα romanized: Roméika) là một phương ngữ tiếng Hy Lạp ban đầu nói ở khu vực Pontos trên bờ phía nam của Biển Đen, đông bắc Anatolia, Đông Thổ Nhĩ Kỳ/Kavkaz tỉnh Kars, miền nam Gruzia và ngày nay chủ yếu là ở miền bắc Hy Lạp. Người nói được gọi là người Hy Lạp Pontos.
Dòng dõi ngôn ngữ của tiếng Hy Lạp Pontos bắt nguồn từ tiếng Hy Lạp Ionia qua tiếng Hy Lạp Koine và tiếng Hy Lạp Byzantine và có ảnh hưởng từ tiếng Gruzia, tiếng Nga, tiếng Thổ Nhĩ Kỳ và tiếng Armenia.
Tiếng Hy Lạp Pontos là một ngôn ngữ Ấn-Âu có nguy cơ biến mất, được sử dụng bởi khoảng 778.000 người trên toàn thế giới. Tuy nhiên, chỉ có 200.000-300.000 người nói được coi là tích cực. Mặc dù nó chủ yếu được nói ở Bắc Hy Lạp, nhưng nó cũng được nói ở Thổ Nhĩ Kỳ, Nga, Armenia, Gruzia và Kazakhstan và bởi cộng đồng di cư. Ngôn ngữ này được đưa đến Hy Lạp vào những năm 1920 sau khi trục xuất người Hy Lạp Kitô giáo ra khỏi quê hương của họ trong cuộc trao đổi dân cư giữa Hy Lạp và Thổ Nhĩ Kỳ năm 1923. Tuy nhiên, ngày nay nó vẫn được sử dụng trong các cộng đồng nhỏ tại Pontos, chủ yếu là bởi người Hồi giáo Hy Lạp Pontos ở các huyện phía đông của tỉnh Trabzon. Tiếng Hy Lạp Pontos được coi là một phương ngữ của tiếng Hy Lạp hiện đại, mặc dù theo ghi nhận, người nói hai ngôn ngữ này không hoàn toàn thông hiểu lẫn nhau. Nó chủ yếu được viết bằng chữ Hy Lạp, trong khi ở Thổ Nhĩ Kỳ và Ukraine chữ Latinh được sử dụng thường xuyên hơn.

## Tên gọi
Trong lịch sử, những người nói tiếng Hy Lạp Pontos gọi nó là Romeyka (hay Romeika, tiếng Hy Lạp: Ρωμαίικα), trong nghĩa tổng quát hơn, cũng là một thuật ngữ lịch sử và thông tục cho toàn bộ tiếng Hy Lạp hiện đại. Thuật ngữ "Pontic" bắt nguồn từ trong học thuật, nhưng nó đã được chấp nhận như một dấu hiệu nhận dạng của người Hy Lạp Pontos sống ở Hy Lạp.
Tương tự, trong tiếng Thổ Nhĩ Kỳ, ngôn ngữ này được gọi là Rumca (phát âm là [ˈɾumd͡ʒa]), bắt nguồn từ từ Rum trong tiếng Thổ Nhĩ Kỳ, gọi người Hy Lạp sống ở Thổ Nhĩ Kỳ nói chung; thuật ngữ này cũng bao gồm những người nói tiếng Hy Lạp khác ở Thổ Nhĩ Kỳ, chẳng hạn như những người đến từ Istanbul hoặc Imbros (Gökçeada), người nói một ngôn ngữ gần với tiếng Hy Lạp hiện đại chuẩn.
Những người nói tiếng Pontos sống ở Thổ Nhĩ Kỳ gọi ngôn ngữ của họ là Romeyka, Rumca hoặc Rumcika.

## Lịch sử
Tương tự như hầu hết các phương ngữ Hy Lạp hiện đại, tiếng Hy Lạp Pontos chủ yếu có nguồn gốc từ tiếng Hy Lạp Koine, được nói từ thời kỳ Hy Lạp hoá và La Mã cổ đại giữa thế kỷ thứ 4 trước Công nguyên và thế kỷ thứ 4 Công nguyên. Sau cuộc xâm lược Tiểu Á của Seljuk trong thế kỷ 11 Công nguyên, Pontos trở nên cô lập với nhiều khu vực của Đế quốc Byzantine. Người Pontos vẫn bị cô lập phần nào với người Hy Lạp đại lục, khiến người Hy Lạp Pontos phát triển riêng biệt và khác biệt với phần còn lại của Hy Lạp đại lục. Tuy nhiên, ngôn ngữ của họ cũng bị ảnh hưởng bởi các ngôn ngữ Ba Tư, Kavkaz và Thổ Nhĩ Kỳ gần đó.

## Phương ngữ
Nhà ngôn ngữ học Hy Lạp Manolis Triantafyllidis đã chia Pontos của Thổ Nhĩ Kỳ thành hai nhóm:
- nhóm phương Tây (Oinountiac hoặc Niotika) xung quanh Oenoe (Thổ Nhĩ Kỳ Ünye);
- nhóm phương Đông, tiếp tục được chia thành: 
  - phân nhóm ven biển (Trapezountiac) xung quanh Trabzon (Trapezous Hy Lạp cổ đại) và
  - phân nhóm nội địa (Chaldiot) ở Chaldia (xung quanh Argyroupolis [Gümüşhane] và Kanin ở Pontos), vùng lân cận của nó (Kelkit, Baibourt, v.v.) và xung quanh Kotyora (Ordu).

Những người nói phương ngữ Chaldia là nhiều nhất. Trong âm vị học, một số phương ngữ Pontos được ghi nhận là có sự hài hòa nguyên âm, một đặc điểm nổi tiếng của tiếng Thổ Nhĩ Kỳ (Mirambel 1965).

## Phân bố địa lý
Mặc dù tiếng Pontos ban đầu được nói ở bờ phía nam của Biển Đen, từ thế kỷ 18 và 19 và trong một số lượng đáng kể người di cư vào bờ phía bắc và phía đông, vào Đế quốc Nga. Tiếng Pontos vẫn được sử dụng bởi một số lượng lớn người dân ở Ukraina, chủ yếu ở Mariupol, nhưng cũng ở các khu vực khác của Ukraine như khu vực Odessa và Donetsk, ở Nga (xung quanh Stavropol) và Gruzia. Ngôn ngữ này được sử dụng như một phương tiện văn học trong những năm 1930, bao gồm cả ngữ pháp học đường (Topkhara 1998 [1932]).
Sau vụ thảm sát vào những năm 1910, phần lớn các người nói còn lại ở Tiểu Á đã tuân theo Hiệp ước trao đổi dân cư Lausanne và được tái định cư ở Hy Lạp (chủ yếu là miền bắc Hy Lạp). Làn sóng di cư thứ hai xảy ra vào đầu những năm 1990, lần này là từ các quốc gia thuộc Liên Xô cũ.
Ở Hy Lạp, tiếng Pontos hiện nay nhiều lúc chỉ được sử dụng lấy biểu tượng chứ không phải là phương tiện liên lạc do sự pha trộn giữa tiếng Pontos và các thứ tiếng Hy Lạp khác.
- Hy Lạp: 400.000 người nói

chủ yếu ở Macedonia (Đông, Trung và Tây) và ở Attica
- Thổ Nhĩ Kỳ: Không biết (chắc chắn hơn 5.000)

chủ yếu ở khu vực phía đông Biển Đen và ở Istanbul

## Tình trạng chính thức

### Hy Lạp
Ở Hy Lạp, tiếng Pontos không có địa vị chính thức, giống như tất cả các phương ngữ Hy Lạp khác.

### Liên Xô
Về mặt lịch sử, tiếng Hy Lạp Pontos là ngôn ngữ trên thực tế của dân tộc thiểu số Hy Lạp tại Liên Xô, mặc dù tại Πανσυνδεσμιακή Σύσκεψη (Pansyndesmiakí Sýskepsi, Tất cả-Hội nghị Liên minh) của năm 1926, tổ chức bởi trí thức Hy Lạp và Liên Xô, quyết định rằng tiếng Hy Lạp Demotic nên là ngôn ngữ chính thức của cộng đồng.
Sau đó, sự hồi sinh của bản sắc Hy Lạp ở Liên Xô và nước Nga hậu Cộng sản đã chứng kiến một sự chia rẽ mới về vấn đề Rumaiic so với Demotic. Một nỗ lực mới để bảo tồn ý thức về bản sắc dân tộc Rumaiic bắt đầu vào giữa những năm 1980. Học giả người Ukraine, ông Andriy Biletsky đã tạo ra một bảng chữ cái Slavonic mới, nhưng mặc dù một số nhà văn và nhà thơ sử dụng bảng chữ cái này, dân cư của khu vực hiếm khi sử dụng nó.

## Văn hóa
Ngôn ngữ này có truyền thống truyền miệng phong phú và các văn hoá dân gian và bài hát Pontos đặc biệt phổ biến ở Hy Lạp. Ngoài ra còn có một số ít sản phẩm của văn học hiện đại bằng tiếng Pontos, bao gồm các tập thơ (trong đó các nhà văn nổi tiếng nhất là Kostas Diamantidis), tiểu thuyết và album truyện tranh Asterix. Giới trẻ thường nói tiếng Hy Lạp chuẩn như ngôn ngữ đầu tiên của họ. Việc sử dụng tiếng Pontos đã được người nói ở Bắc Mỹ duy trì nhiều hơn ở Hy Lạp.

## Chữ viết
Ở Hy Lạp, tiếng Pontos được viết bằng bảng chữ cái Hy Lạp, với các dấu phụ: σ̌ ζ̌ ξ̌ ψ̌ cho /ʃ ʒ kʃ pʃ/, α̈ ο̈ cho [æ ø] (âm vị /ia io/). Ở Thổ Nhĩ Kỳ, nó được viết bằng bảng chữ cái Latinh theo các quy ước của Thổ Nhĩ Kỳ. Ở Nga, nó được viết bằng bảng chữ cái Kirin.